# Culminación

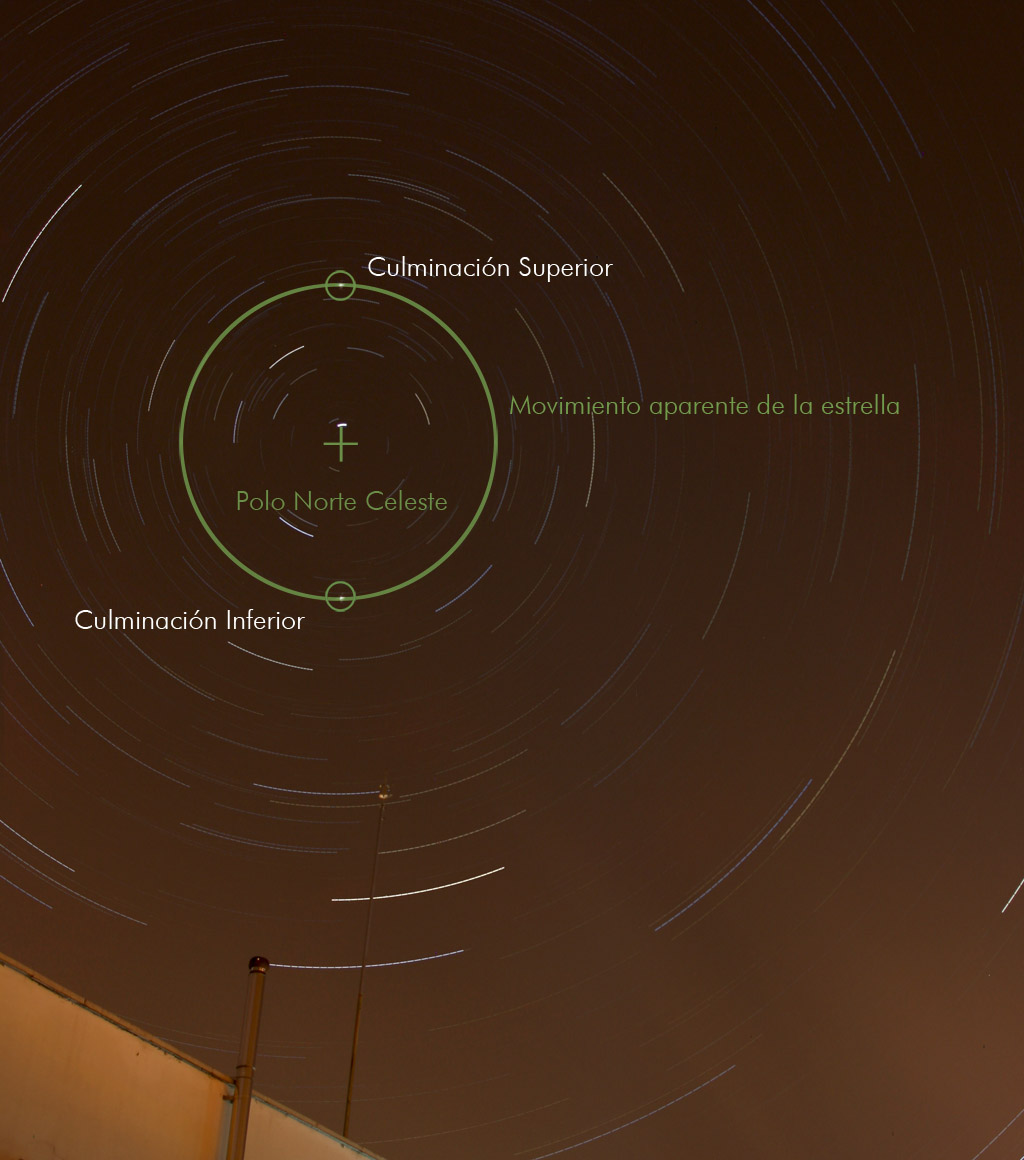
Posiciones aparentes de las culminaciones superior e inferior de una estrella circumpolar, sobre una fotografía del trazo de la estrellas realizada sobre Badajoz (España).

En astronomía, la culminación es al paso de un objeto astronómico (como el Sol, la Luna, un planeta, una estrella, una constelación o un objeto del cielo profundo) a través del meridiano del lugar del observador. Durante el movimiento aparente del astro por el cielo del observador o movimiento diurno, son los instantes en los que el astro adquiere su máxima altura y mínima altura sobre el horizonte del observador. Estos eventos también se conocen como tránsitos meridianos, usados en el cronometraje y la navegación, y se miden con precisión utilizando un anteojo de pasos. 
Durante cada día, cada objeto celeste parece moverse a lo largo de una trayectoria circular en la esfera celeste debido a la rotación de la Tierra creando dos momentos cuando cruza el meridiano. Excepto en los polos geográficos, cualquier objeto celeste que pase por el meridiano tiene una culminación superior, cuando alcanza su punto más alto (el momento en que está más cerca del cenit), y casi doce horas después, es seguido por una culminación más baja, cuando alcanza su punto más bajo (el más cercano al nadir). El tiempo de la culminación (cuando el objeto culmina) se usa a menudo para significar culminación superior.
La altitud de un objeto ( A ) en grados en su culminación superior es igual a 90 menos la latitud del observador ( L ) más la declinación del objeto ( δ ): A = 90° − L + δ .

## Observación de las culminaciones de un astro
- En estrellas circumpolares: estos dos puntos serán observables, ya que la estrella nunca se pone.
- Resto de astros: al tener orto y ocaso, la culminación inferior se producirá por debajo del horizonte del observador no siendo visible, debido a que la altura es negativa en es instante (altura h < 0).

## Culminación de los objetos del Sistema Solar
En el caso de los astros errantes (la Luna, el Sol, etc.), como no recorren exactamente un paralelo celeste, no adquieren, en general, su máxima altura al pasar por el meridiano. Así, por ejemplo, el Sol, en las proximidades del punto Aries momento en que se producen los equinoccios de otoño en el hemisferio sur y de primavera en el hemisferio norte; si se observa el Sol desde una latitud de 35.º S, este alcanza su máxima altura unos diez segundos antes de su culminación, mientras que al alcanzar el punto Libra el 23 de septiembre, la culminación se produce unos 10 segundos después. Si aumentamos la latitud de observación por ejemplo a 89° S, la culminación del Sol para las mismas fechas se produce aproximadamente 15 minutos antes o después de su paso por el meridiano del lugar.